# Carl Friedrich Irminger
Carl Friedrich Irminger (* 8. November 1813 in Aadorf; † 27. März 1863 in Zürich; auch Karl Friedrich Irminger, in Signaturen oft nur C.F.Irminger) war ein Schweizer Zeichner, Lithograph und Kupferstecher.

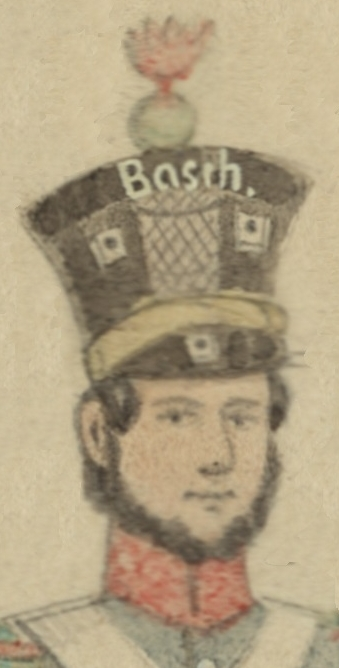
Carl Friedrich Irminger als Freischärler (Zeichnung von Johannes Ruff, 1845)

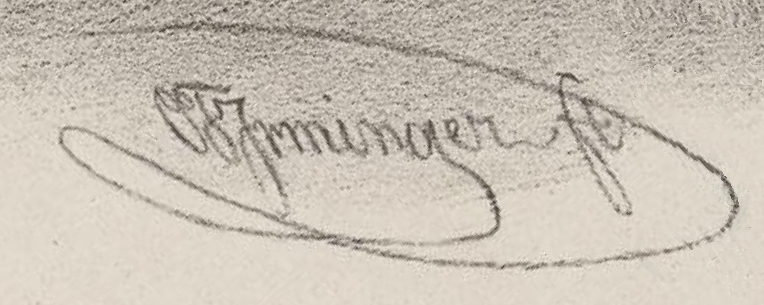
Die Künstlersignatur CFIrminger fe

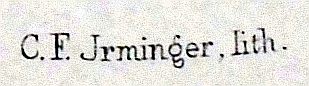
Seine Signatur als Lithograf

## Leben und Werk
Carl Friedrich Irminger schuf zahlreiche Bildniszeichnungen, und zwar in Form von Miniaturen, lithographierten Porträts, Aquarellen oder Karikaturen von Schweizer Militärs. Seine Arbeiten wurden auch in den Zürcher Neujahrsblättern veröffentlicht. Sie waren aber ebenso im Ausland bekannt und wurden zum Teil als Frontispiz verwendet. In den 1850er Jahren arbeitete er mit dem Maler und Fotografen Heinrich Schweikert (1830–1914) zusammen und führte mit ihm in Zürich das Atelier Irminger & Schweikert Photographische Anstalt.
Seine Schwester Amalia Wilhelmine (* 1818 in Zürich) war mit dem Juristen und Dichter Eduard Dössekel verheiratet.
Er starb am 27. März 1863 im Alter von 49 Jahren in Zürich.

## Galerie (Auswahl)

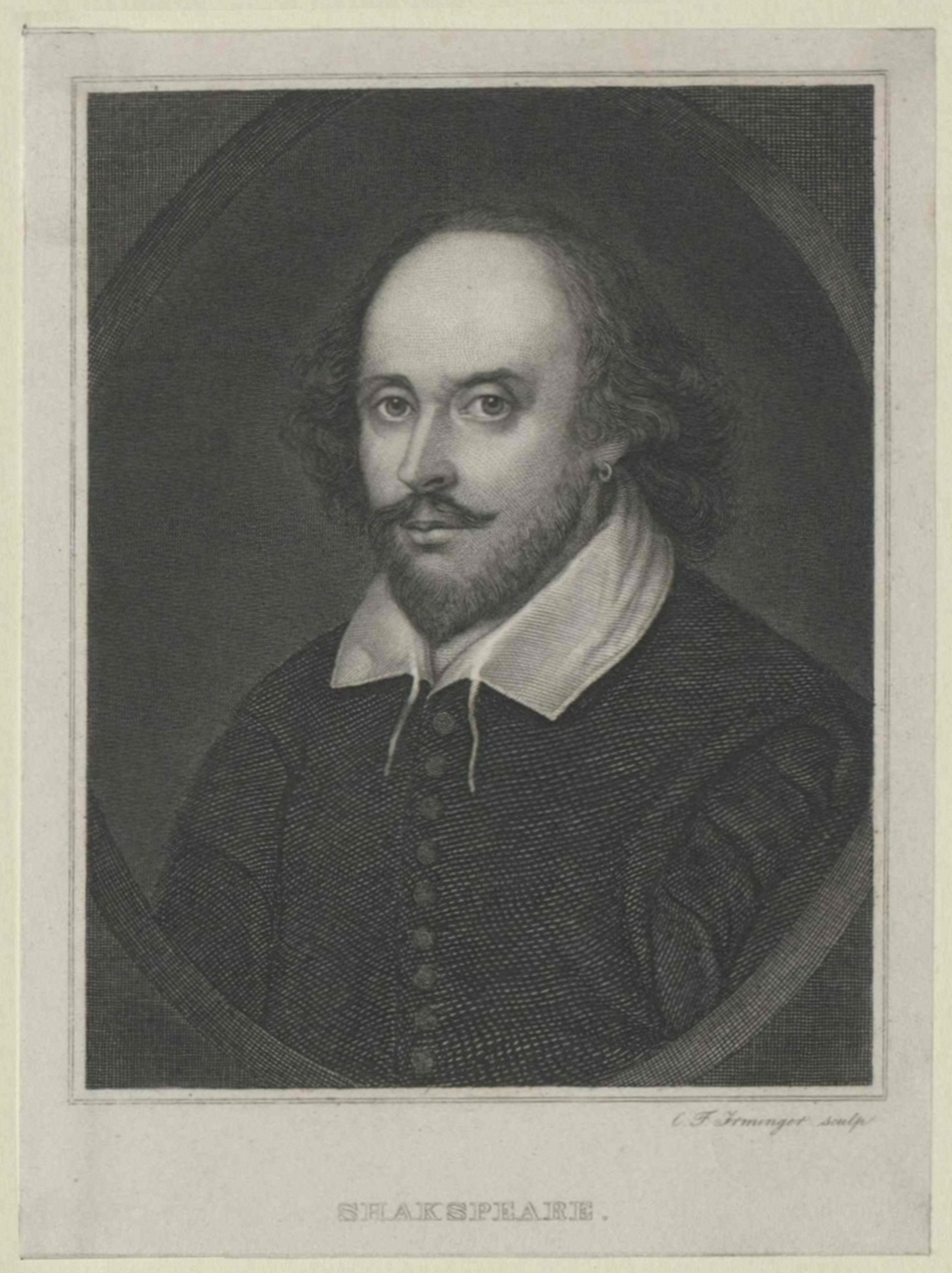
William Shakespeare (Stahlstich, ca. 1838)
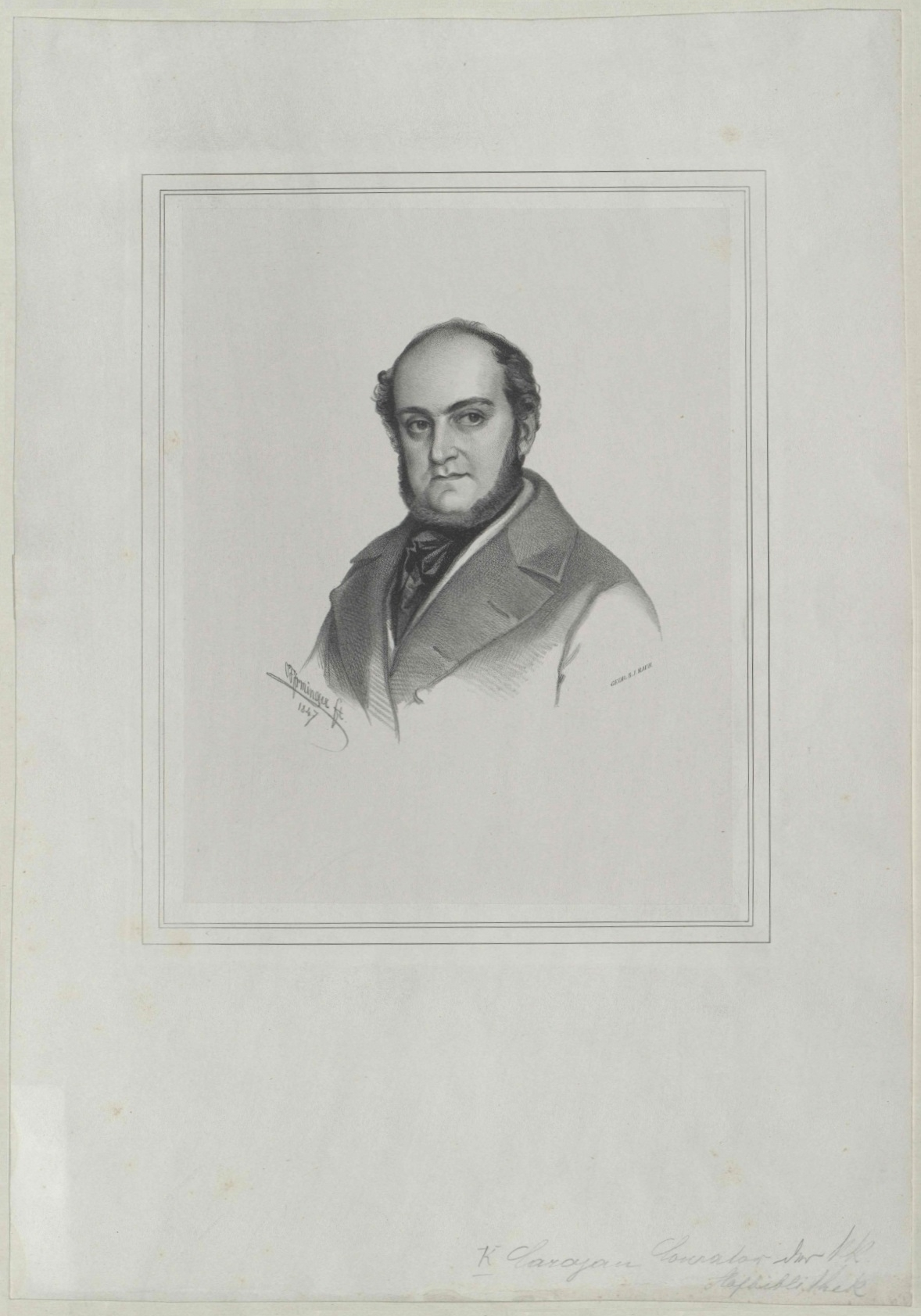
Theodor von Karajan (Lithographie 1847)
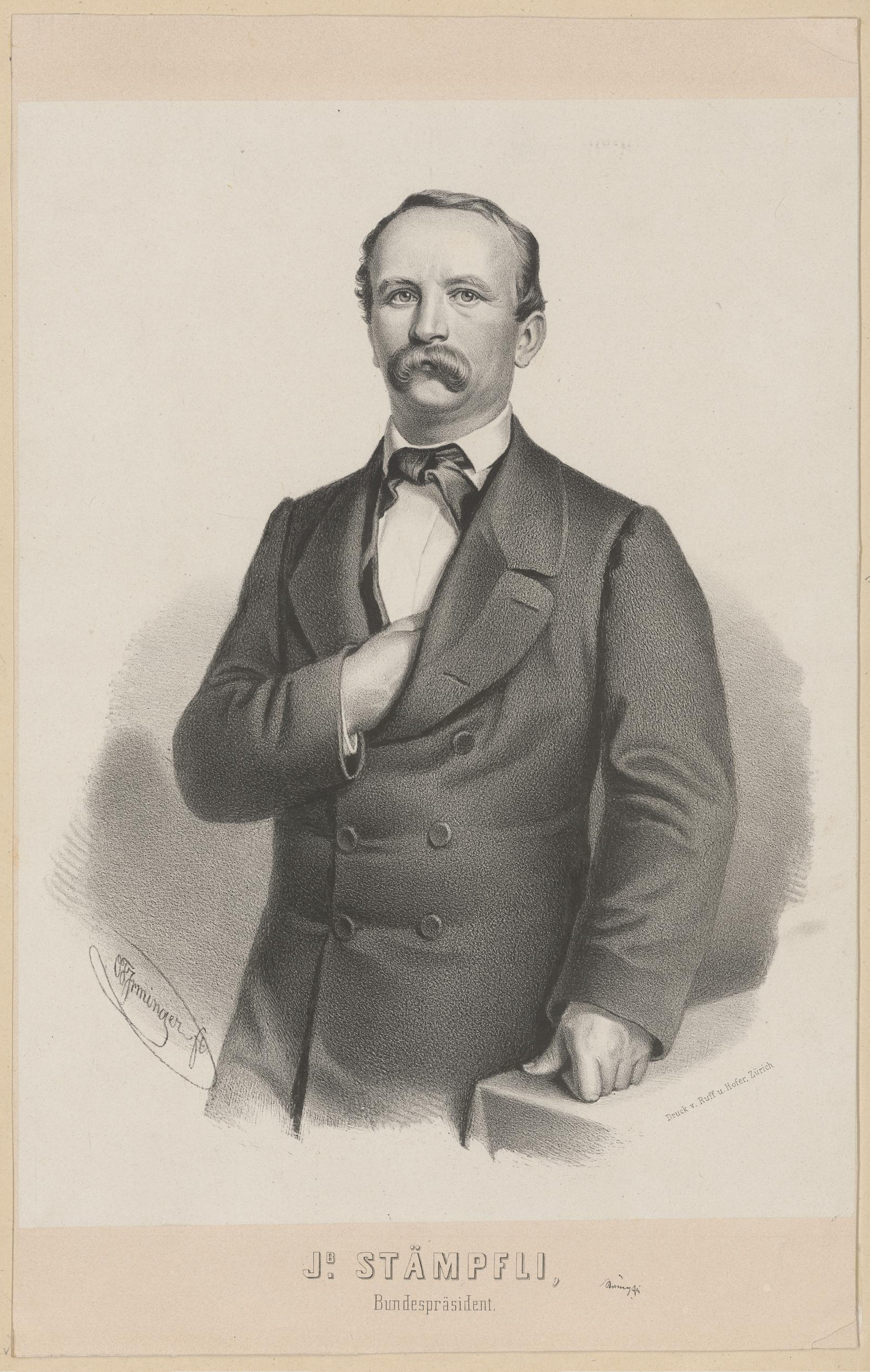
Jakob Stämpfli (Lithographie, ca. 1850)
Karl Ludwig von Haller (Lithographie, ca. 1850)
Neujahrsblatt der Stadtbibliothek Zürich (Vorzeichnung, ca. 1860)